# Allesø
Allesø eller Allese (officielt stavemåde ) er en landsby på Fyn med 258 indbyggere  (2024). Allese ligger to kilometer nord for Næsbyhoved-Broby og otte kilometer nordvest for Odense centrum. Byen tilhører Odense Kommune og ligger i Allesø Sogn. Allesø Kirke ligger i byen.
Byen er nævnt første gang 1383 i formen Alløsæ. Forleddets oprindelse er omstridt. Det kan enten komme af alf (i betydningen al), alf (i betydningen vandløb) eller al (trænavnet el). Endelsen -løse betyder eng eller græsgang. 
Tidligere økonomi- og erhvervsminister og nuværende medlem af Europaparlamentet, Bendt Bendtsen (K) bor i landsbyen, hvor hans hustru driver en gårdbutik.
Sopranen Dorthe Elsebet Larsen er født i byen.